# Holoubkov
Holoubkov je obec v okrese Rokycany, kraji Plzeňském, zhruba osm kilometrů severovýchodně od Rokycan. Žije zde přibližně 1 400 obyvatel. Holoubkov má dlouhou průmyslovou tradici, v dnešní době převažuje průmysl strojírenský, elektrotechnický a dřevařský.

## Historie
První písemná zmínka pochází z roku 1379, kdy byla „ves Holúbkov“ (villa Holubcow) uvedena v rožmberském urbáři, soupise rožmberských statků. Ve zdejším kraji se dařilo železářství, které využívalo místních zdrojů surovin – železné rudy a dřeva okolních lesů. První vysoká pec je uváděna již na počátku 17. století spolu s několika hamry. Z toho vyplývá, že již v této době se musel nad vsí rozlévat rybník. Za třicetileté války byl Holoubkov vypálen a znovu osídlen až za 20 let. V 60. letech 19. století kupuje zbirožské panství německý baron Bethel Henry Strousberg, který má velké plány na industrializaci místního kraje. V Holoubkově rozšiřuje výrobu v železárnách a staví továrnu na železniční vagony. Plány jsou však příliš ambiciózní a tak čeká Strousberga zanedlouho bankrot. Železárny kupuje jeho bývalá pravá ruka Maxmilián Hopfengärtner. Už od poloviny 19. století se výroba začíná přeorientovávat na strojírenství – přesněji na obráběcí stroje. Tento výrobní program si místní závod udržuje do dnešních dnů. V třicátých letech 20. století těžce dolehla na zaměstnance strojírny Velká hospodářská krize. V roce 1886 vznikla místní škola a ve stejném roce i sbor dobrovolných hasičů.
Od počátku 20. století se stává Holoubkov vyhlášeným letoviskem obyvatel Plzně i Prahy, hlavně díky okolním lesům, rybníku a dobré dopravní dostupnosti. O tom svědčí i velký počet vil v obci, nejznámější je Markova vila projektovaná Janem Kotěrou. Na konci druhé světové války byla nedaleko obce u Rokycan vytyčena demarkační linie mezi Sověty a americkými jednotkami. Sám Holoubkov byl osvobozen 10. května 1945 vojsky Rudé armády. V 70. a 80. letech změnilo centrum obce zcela svoji původně malebnou tvář letoviska z důvodu výstavby panelových bytových domů a objektů občanské vybavenosti. Vznikl také nový park, kam je přenesena socha granátníka z areálu továrny. Na přelomu tisíciletí byly opraveny dvě nejvýznamnější památky v obci – Markova a Hopfengärtnerova vila.

## Přírodní poměry
Holoubkov se rozkládá v širokém údolí Holoubkovského potoka ohraničeném vrchy Trhoň (624 metrů) a Vydřiduch (513 metrů). Geomorfologicky leží Holoubkov v Holoubkovské kotlině, která představuje nejjihozápadnější výběžek Hořovické brázdy, potažmo Hořovické pahorkatiny, vklíněný mezi Brdskou vrchovinu na jihu a Křivoklátskou vrchovinu na severu. Katastrální území obce měří 421 ha. Okolí zastavěné lokality tvoří především lesy, na východě lužní louky a zemědělská pole. Přímo do centra obce zasahuje 14,5 ha velký Holoubkovský rybník, který tvoří místní dominantu. Nedaleko zástavby na severní straně obce probíhá v zářezu dálnice D5, naopak jižní část obce protíná železniční trať Praha–Plzeň.
Okolí obce tvoří dva přírodní parky – na jihu přírodní park Trhoň a na severu přírodní park Radeč. Součástí těchto přírodních parků jsou rozsáhlé lesy vhodné pro turistiku i cykloturistiku. Na západ od obce se nacházejí Rokycany (8 km) a Plzeň (23 km).

## Obyvatelstvo
| Rok            | 1869 | 1880 | 1890 | 1900 | 1910 | 1921 | 1930 | 1950 | 1961 | 1970  | 1980  | 1991  | 2001  | 2011  | 2021  |
| -------------- | ---- | ---- | ---- | ---- | ---- | ---- | ---- | ---- | ---- | ----- | ----- | ----- | ----- | ----- | ----- |
| Počet obyvatel | 571  | 564  | 801  | 889  | 968  | 880  | 823  | 806  | 989  | 1 045 | 1 328 | 1 239 | 1 453 | 1 469 | 1 456 |
| Počet domů     | 54   | 85   | 90   | 111  | 124  | 125  | 135  | 165  | 173  | 207   | 219   | 252   | 283   | 304   | 310   |

## Obecní správa
V roce 1869 Holoubkov byl osadou obce Medový Újezd v okrese Hořovice. Od roku 1880 je obcí v okrese Hořovice (1880–1890) a později v okrese Rokycany. V letech 1961–1971 k obci patřil Těškov a od 1. ledna 1986 do 31. prosince 1991 také Medový Újezd.

### Obecní symboly
Znak a vlajka byly obci uděleny rozhodnutím předsedy Poslanecké sněmovny Parlamentu České republiky dne 26. listopadu 1999.

## Průmysl
V obci bývala až do konce 19. století velká železárna. Postupně výrobní program přecházel na strojírenskou výrobu. Po druhé světové válce byl podnik zestátněn a pod několika názvy (TOS, Kovosvit) se držel osvědčeného výrobního plánu velkých obráběcích strojů – hlavně soustruhů, frézek a vrtaček. Areál podniku byl postupně rozšiřován, takže dnes zabírá zhruba čtvrtinu zastavěné plochy obce. Na konci devadesátých let 20. století se podnik Kovosvit dostal do nesnází a areál byl prodán dvěma německým firmám působícím v oboru. Jedna z nich si udržela část původního výrobního programu Kovosvitu.
Dále v obci působí podnik vyrábějící slaboproudé rozváděče a kabelové skříně, a to již od padesátých let 20. století. Posledním odvětvím průmyslu je dřevařský. U nádraží se nachází velký manipulační sklad dřeva, kde jsou kmeny nařezány na požadované délky a expedovány po železnici k zákazníkům. V obci působí také firma vyrábějící dřevěné přepravní palety.

## Doprava

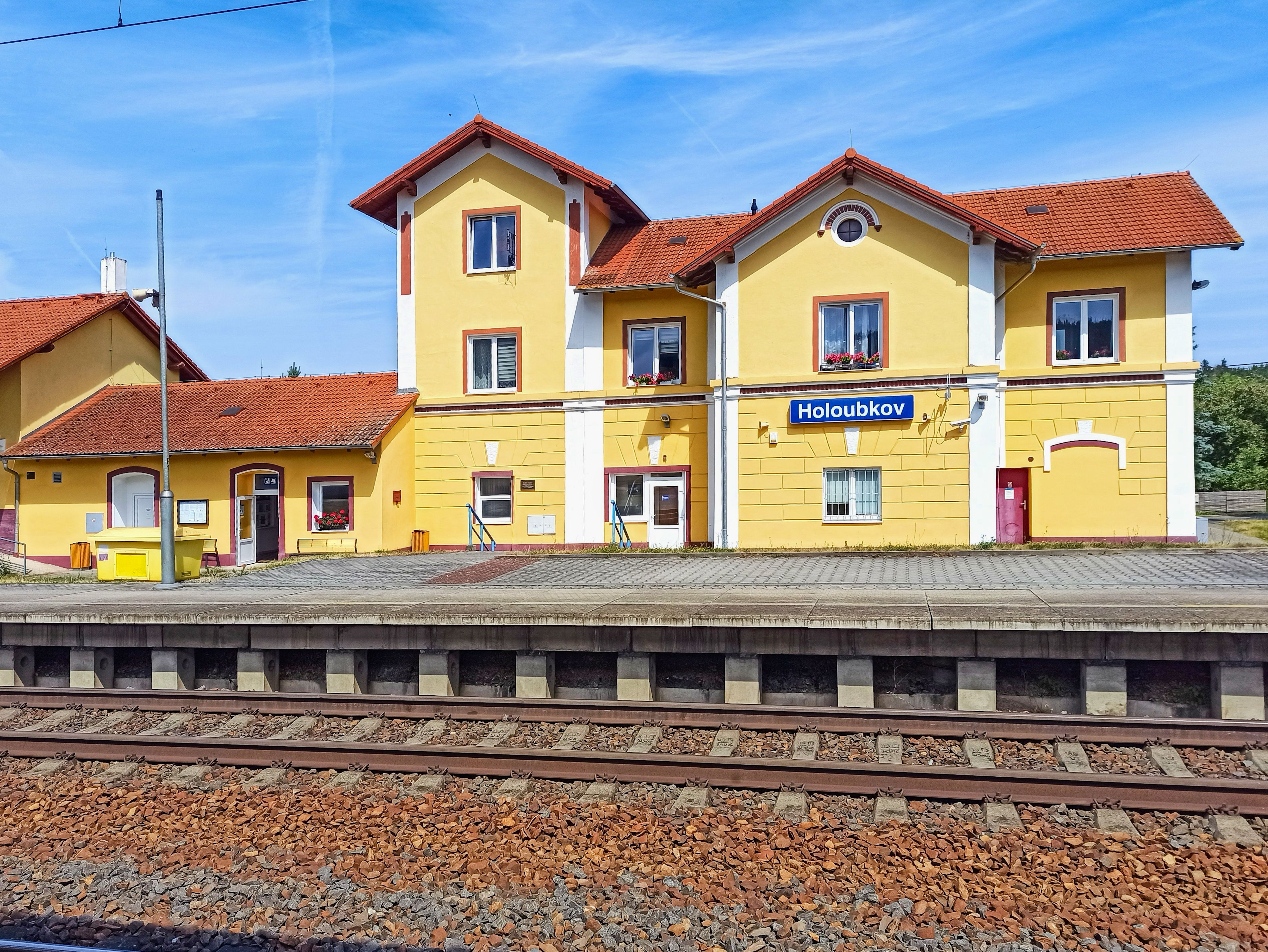
Železniční nádraží v roce 2025

Holoubkov se nachází přímo v přepravním koridoru mezi západem a východem republiky, významném i v celoevropském měřítku. Již od počátku historie obce přes ni vedla potahová stezka, později přeměněná na silnici. Rostoucí doprava směrem na Západ v devadesátých letech 20. století si vyžádala urychlenou dostavbu dálnice D5. Tato liniová stavba probíhá v zářezu 300 metrů za severním okrajem obce. Nejbližší sjezd je EXIT 50 Mýto. Centrem vesnice vede silnice II/605.
Na železniční síť byl Holoubkov napojen v roce 1869, kdy byla zprovozněna Česká západní dráha Praha – Plzeň – Furth im Wald, na které stojí stanice Holoubkov. V roce 1914 se stala v Holoubkově velká železniční nehoda rychlíku s osobním vlakem, která byla jedním z důvodů pro výstavbu druhé koleje. Ta je zprovozněna ve 30. letech. V letech 1986 a 1987 je trať elektrifikována, mezi roky 2009 a 2012 byla trať jako součást třetího železničního koridoru optimalizována. V Holoubkově je neobsazená železniční stanice, zastavují zde jen osobní vlaky. Ty jezdí v základním dvouhodinovém taktu mezi Berounem a Plzní. Nejbližší rychlíková stanice jsou Rokycany.

## Pamětihodnosti

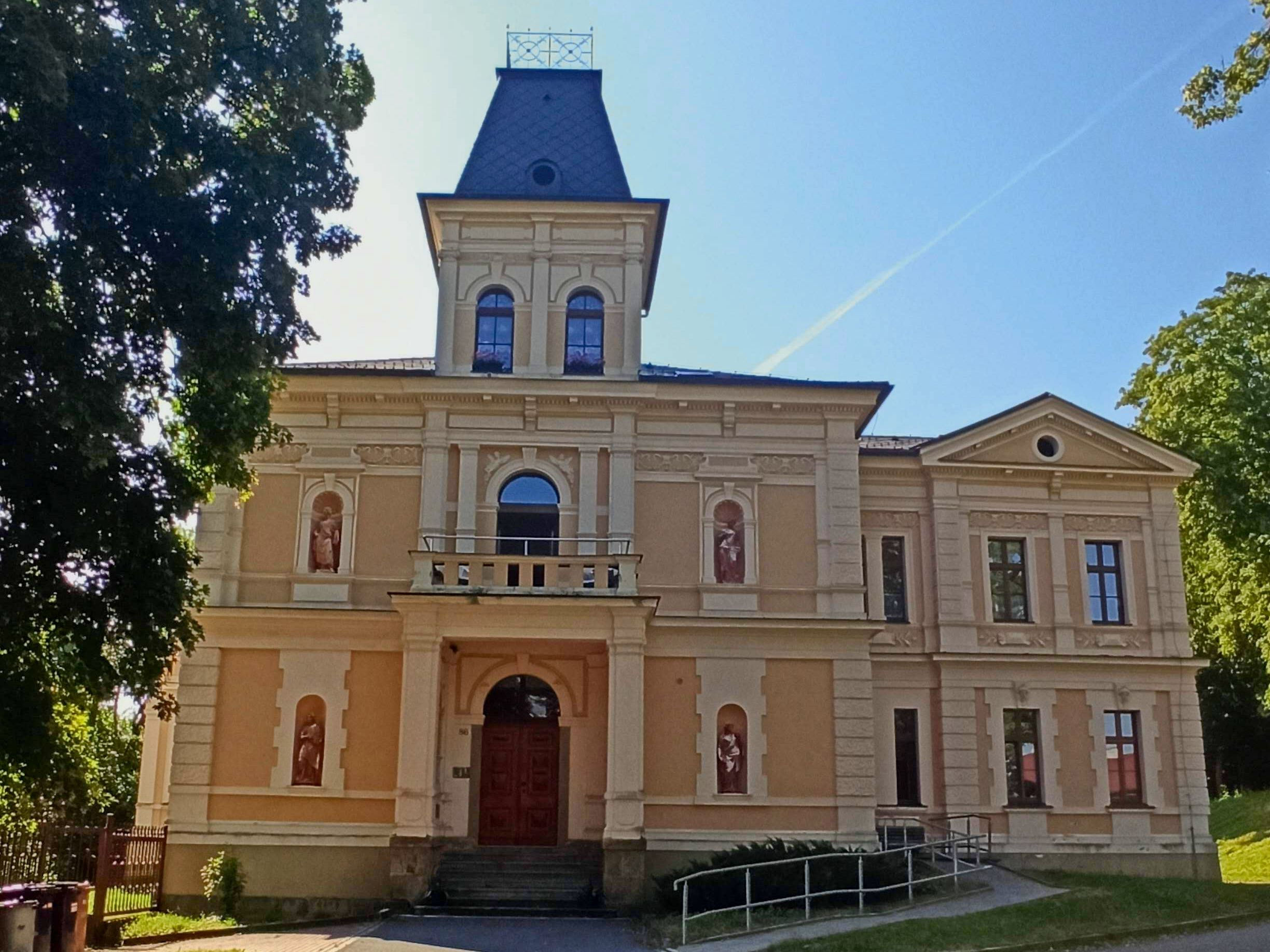
Hopfengärtnerova vila

- Markova vila – postavena 1908, architekt Jan Kotěra, rekonstrukce 2002.
- Hopfengärtnerova vila (zvaná Zámeček) – postavena 1890, rekonstrukce 2001, v současné době slouží jako dům s pečovatelskou službou pro seniory
- Plastika rakouského granátníka – socha granátníka z doby Marie Terezie, výrobek místních železáren, materiál litina; technická památka. Je více identických kopií této plastiky - u Slavkova, na zámku v Dobříši a novodobá replika na dvoře slévárny ve Strašicích.
- Bartošova vila – postavena 1902 pro ředitele železáren
- Šťastný domov – secesní vila naproti nádraží, postavena 1908
- Ševčíkova vila – postavena roku 1909 na Pražské ulici[7]
- Podroužkova vila – neorenesanční vila MUDr. Podroužka postavena 1899 nad rybníkem[7]
- Lípa v Kovosvitu – památný strom

## Sport
V obci působil klub ledního hokeje TJ Kovosvit Holoubkov. Založen byl v roce 1931. V sezóně 1952/53 se zúčastnil nejvyšší hokejové soutěže v zemi. Zanikl v roce 1978 v důsledku chybějícího zimního stadionu v samotné obci i v celém okrese Rokycany. Své domácí zápasy odehrával na místním Holoubkovském rybníku. Nedaleko něj dnes funguje LZ Skill Center, hala s umělou ledovou plochou 15x10 metrů, kde se pravidelně konají oblíbené doučovací kurzy hokejových dovedností, jichž se zúčastnil například i vítěz Stanley Cupu Pavel Francouz.

## Rodáci
- Jiří Dohnal (1905–1984), herec
- Zdeněk Uher (* 1936), hokejista a trenér

## Galerie

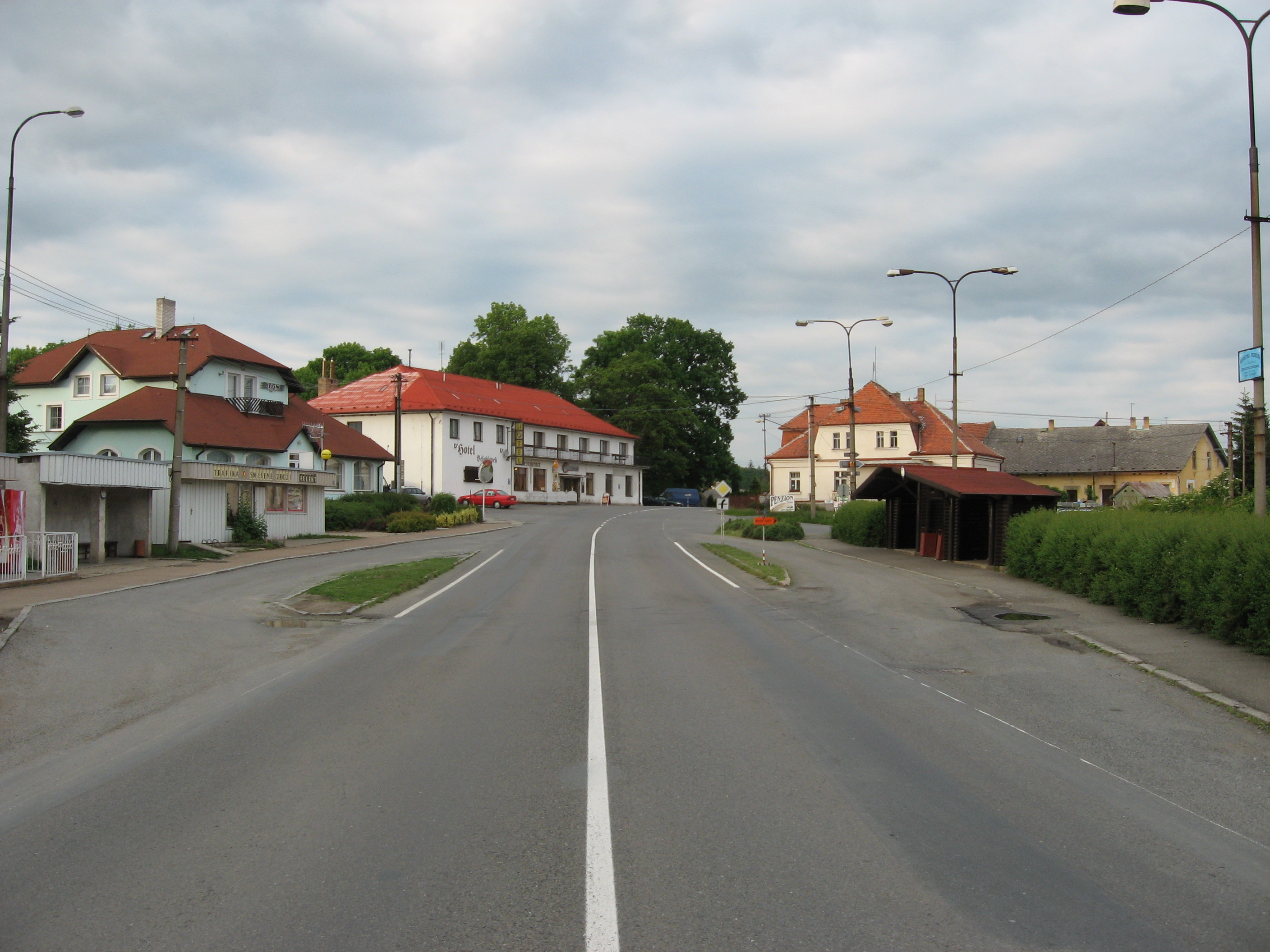
Náves s hotelem
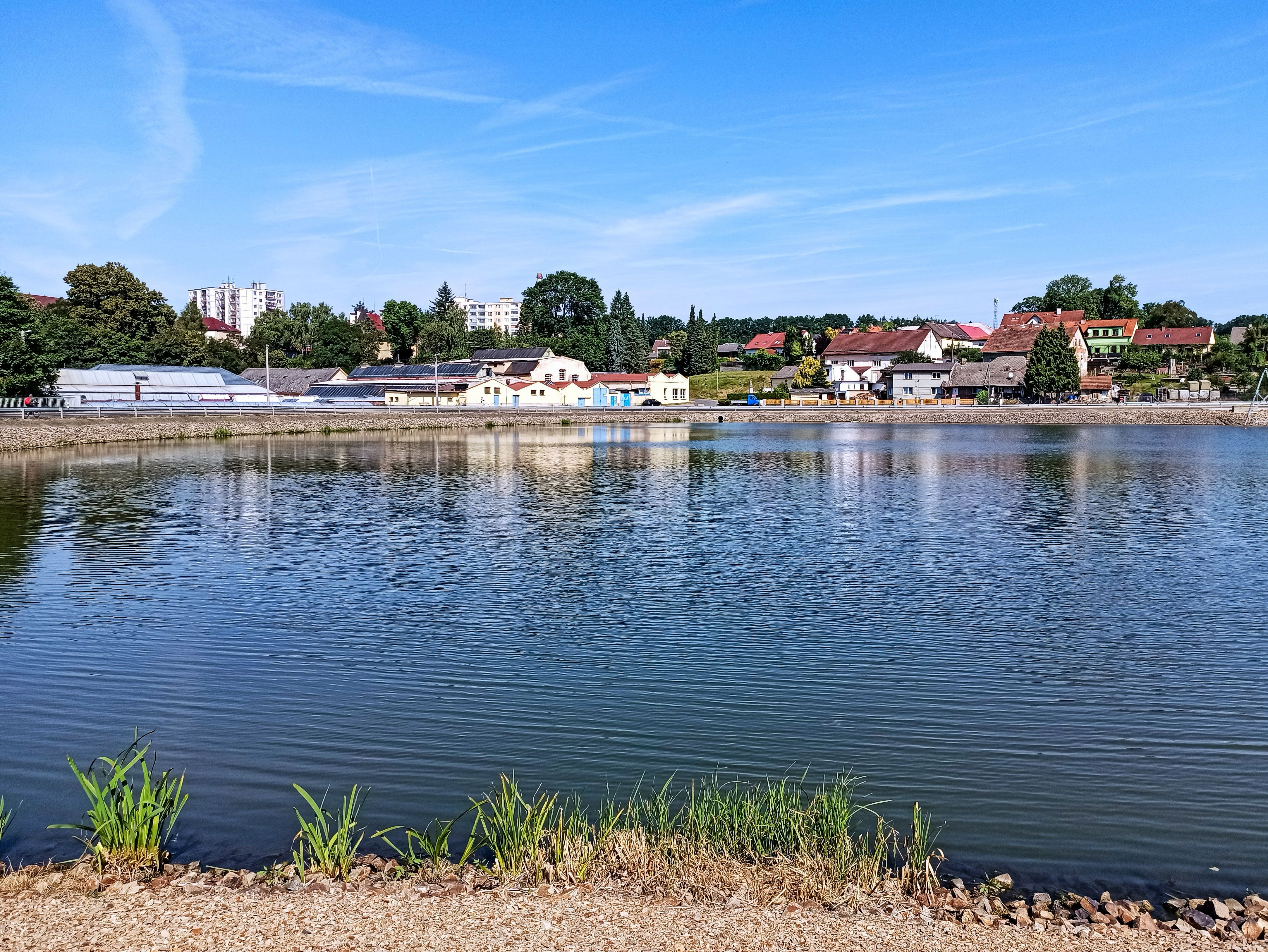
Holoubkov od rybníka
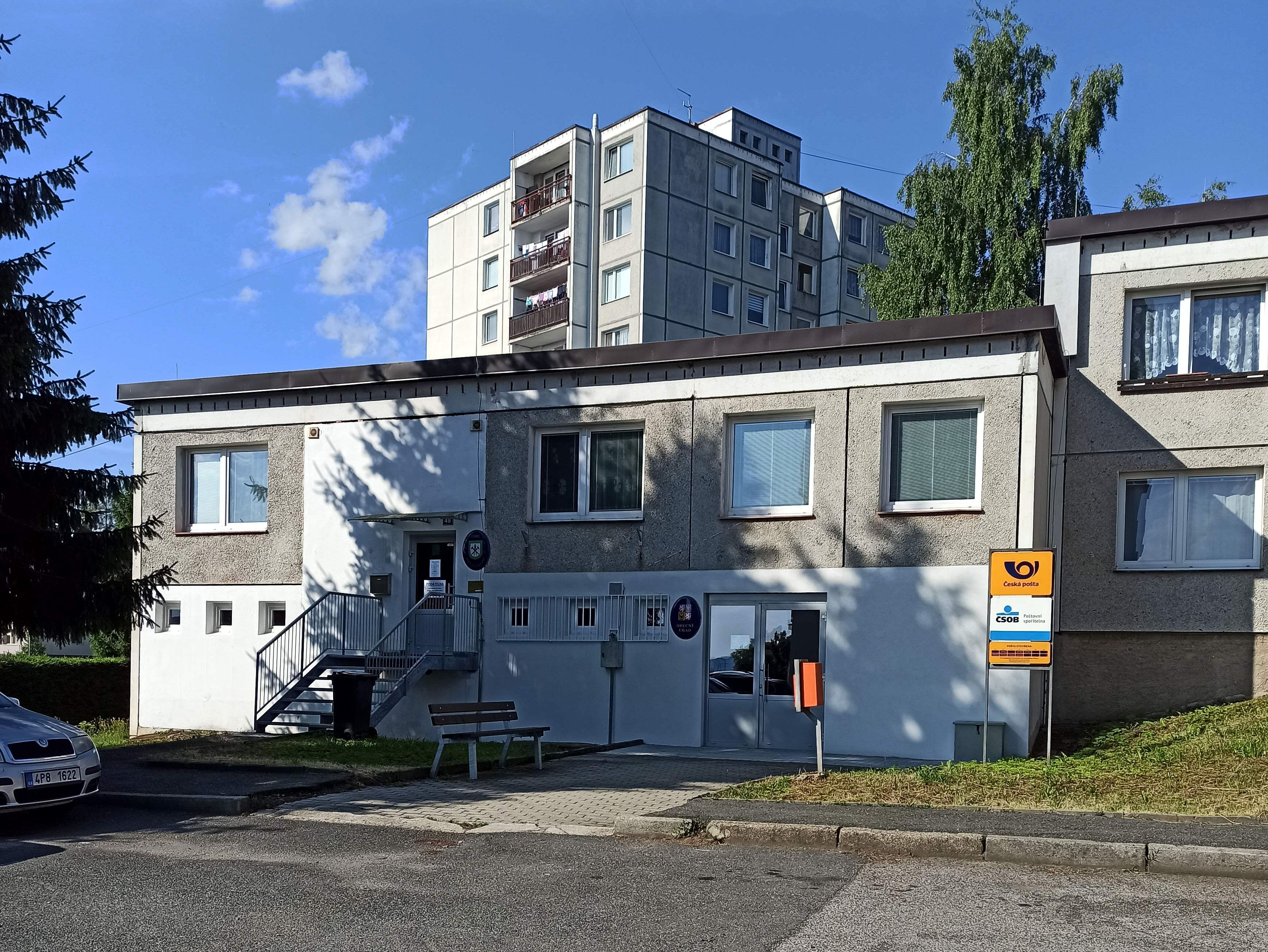
Obecní úřad a pošta
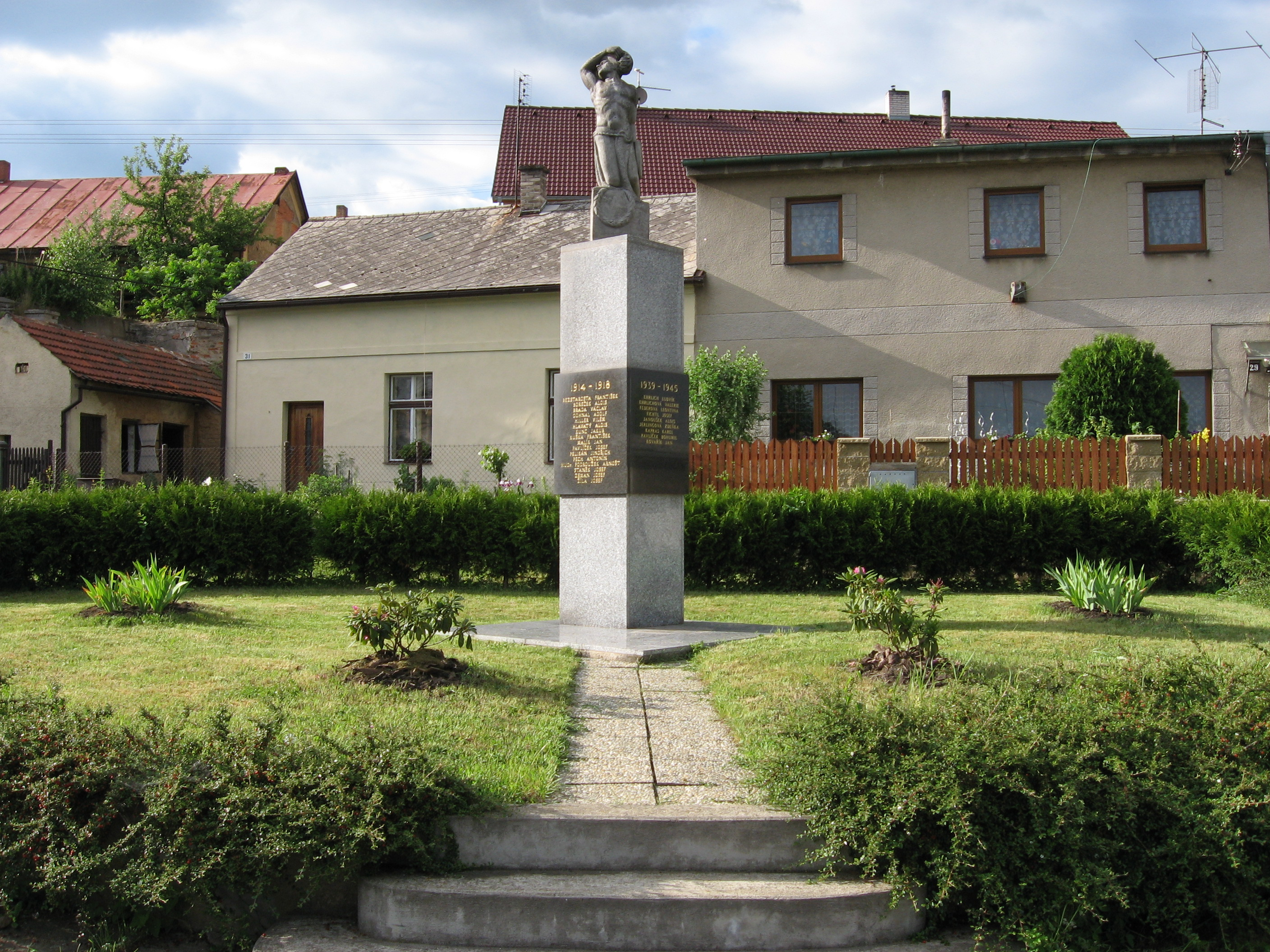
Pomník padlým ve světových válkách
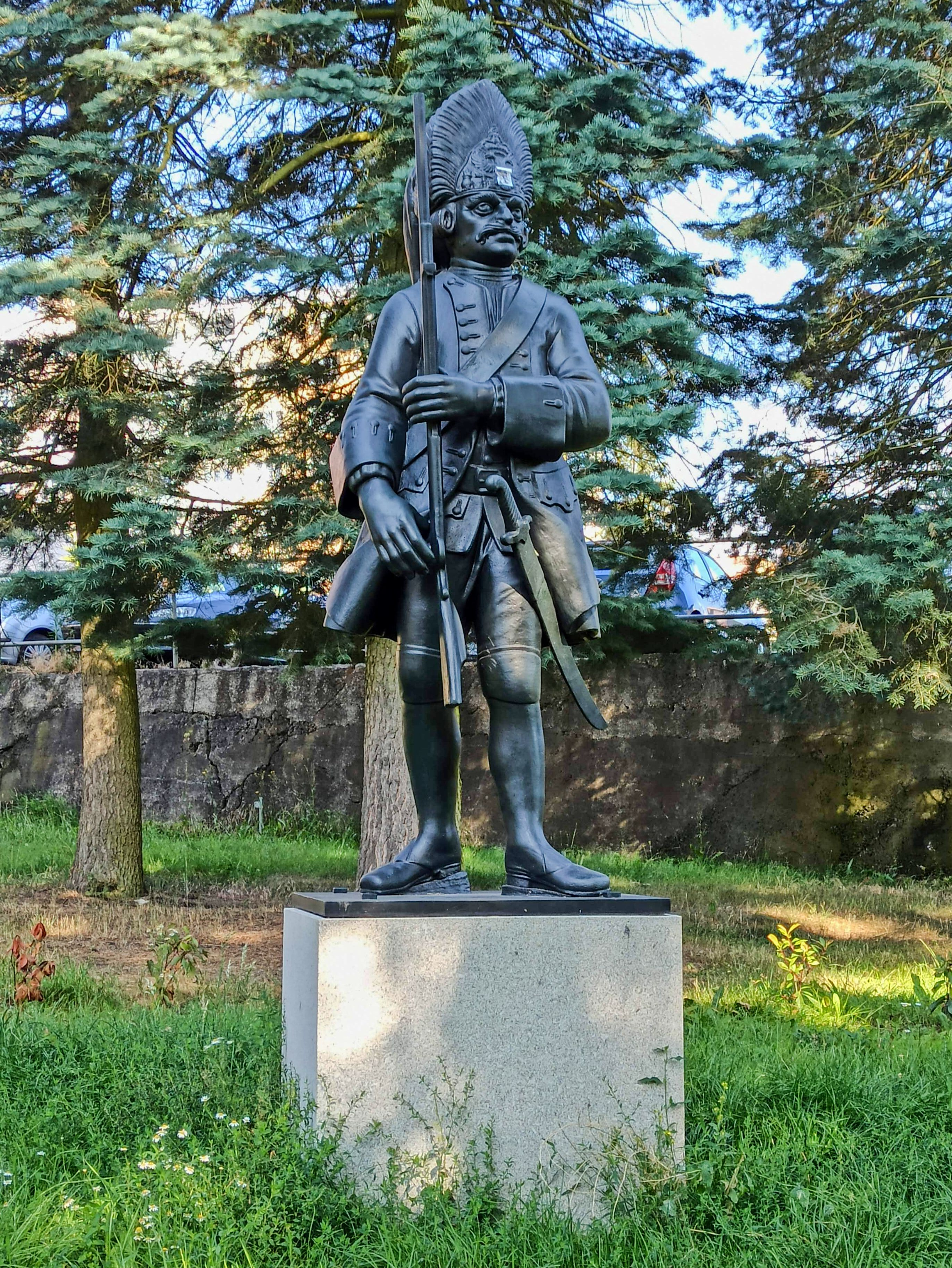
Socha granátníka v parku
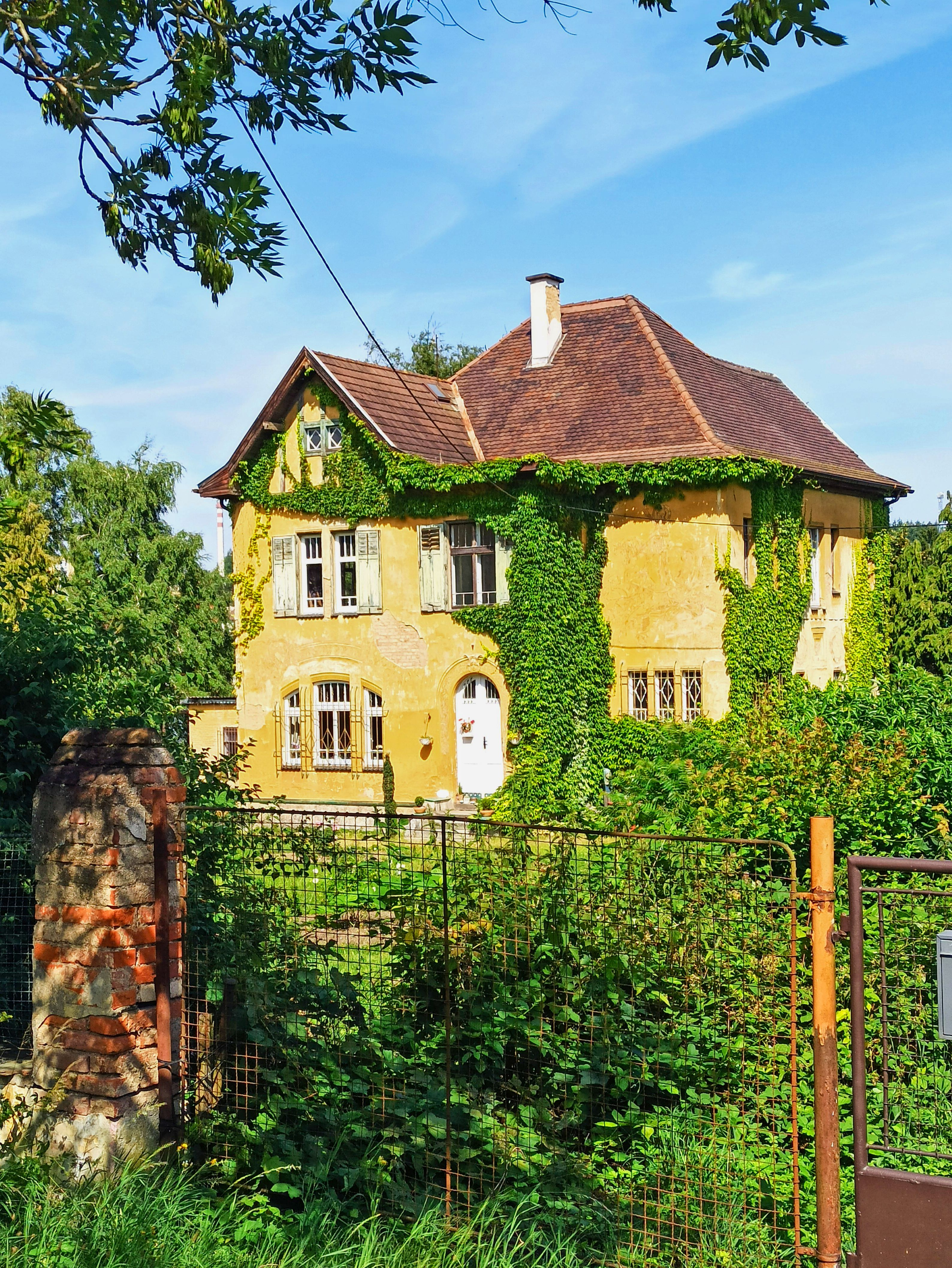
Vila Šťastný domov
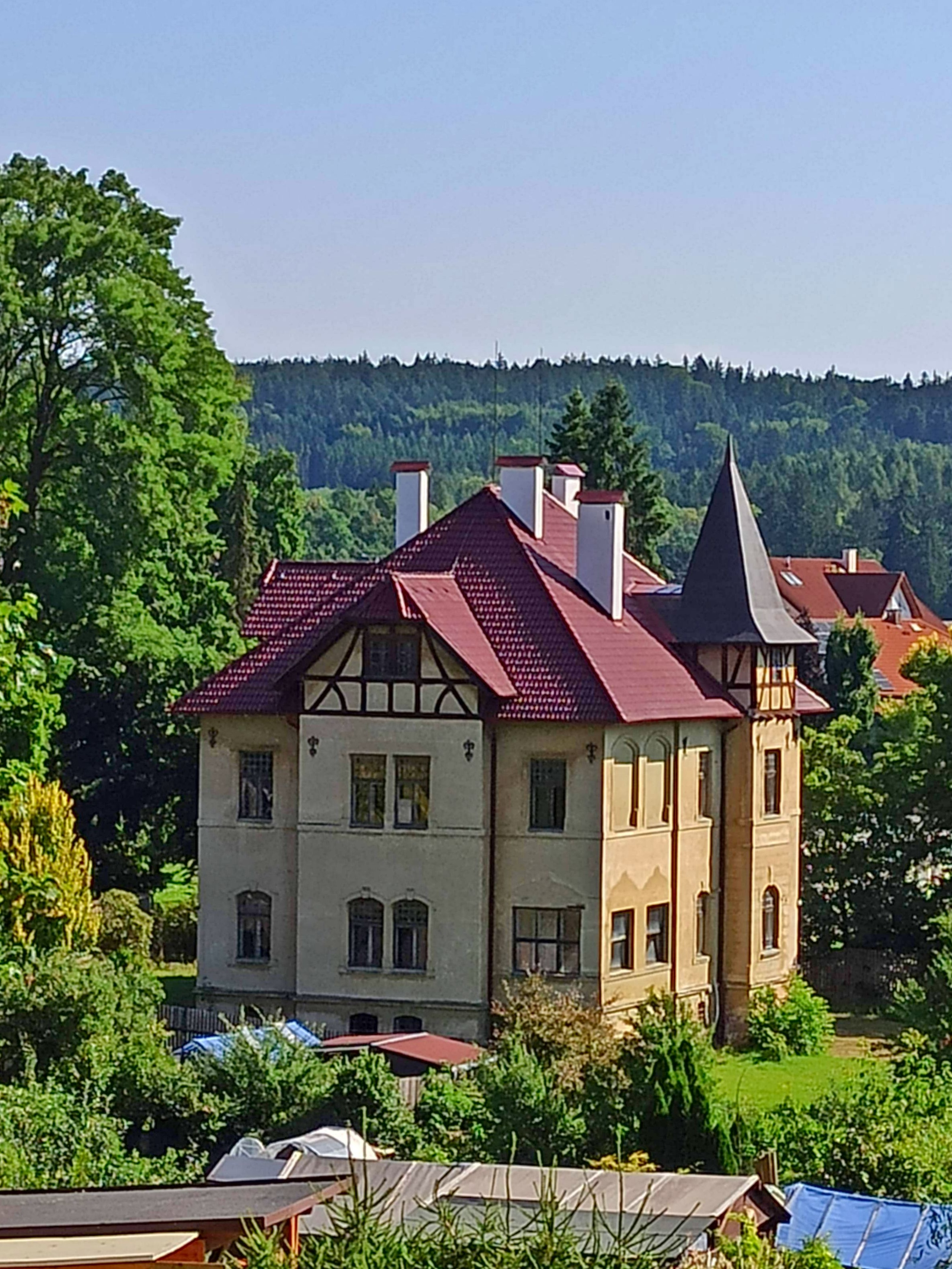
Bartošova vila (švagr Maxe Hopfengärtnera)
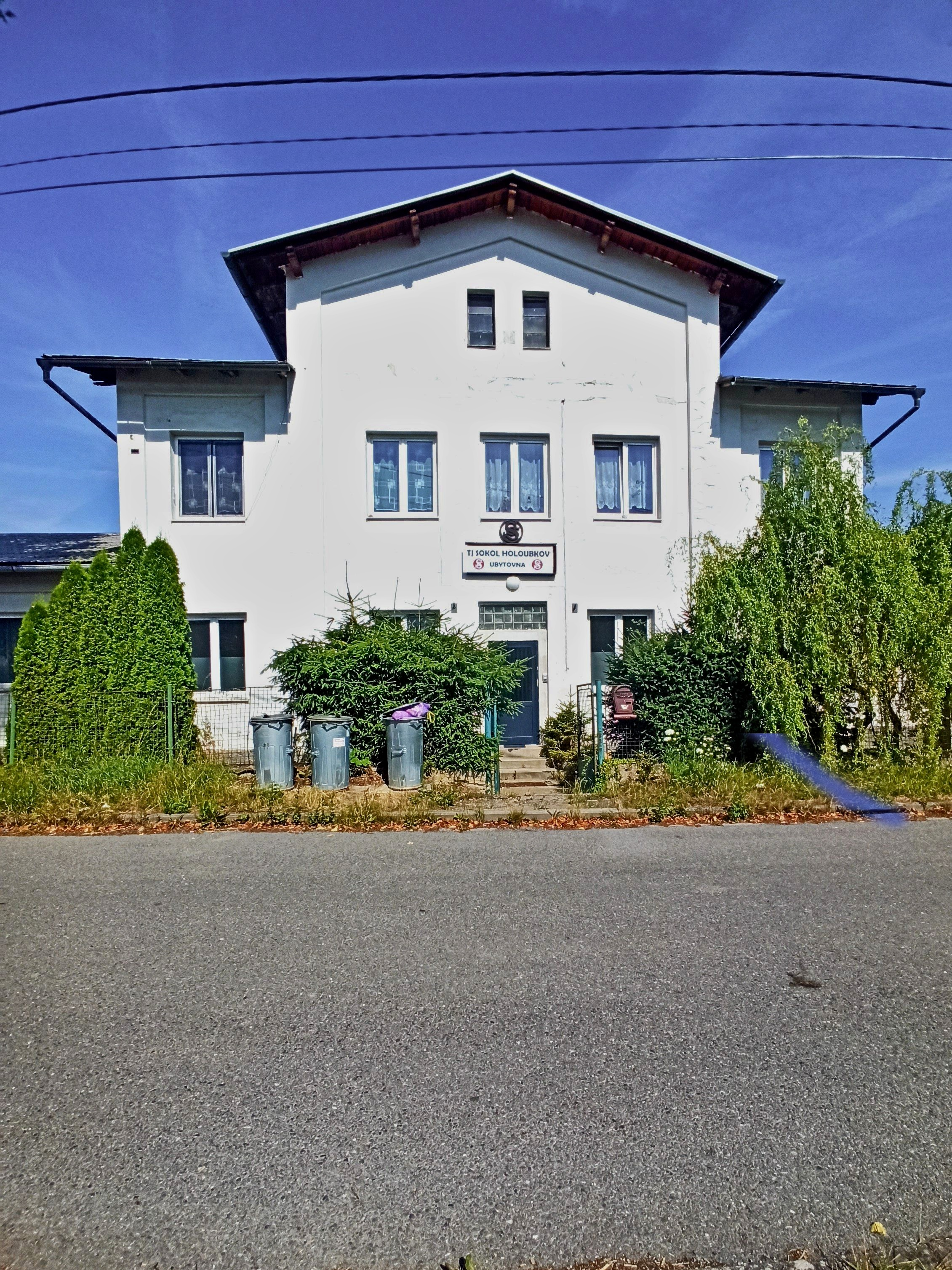
Sokolovna
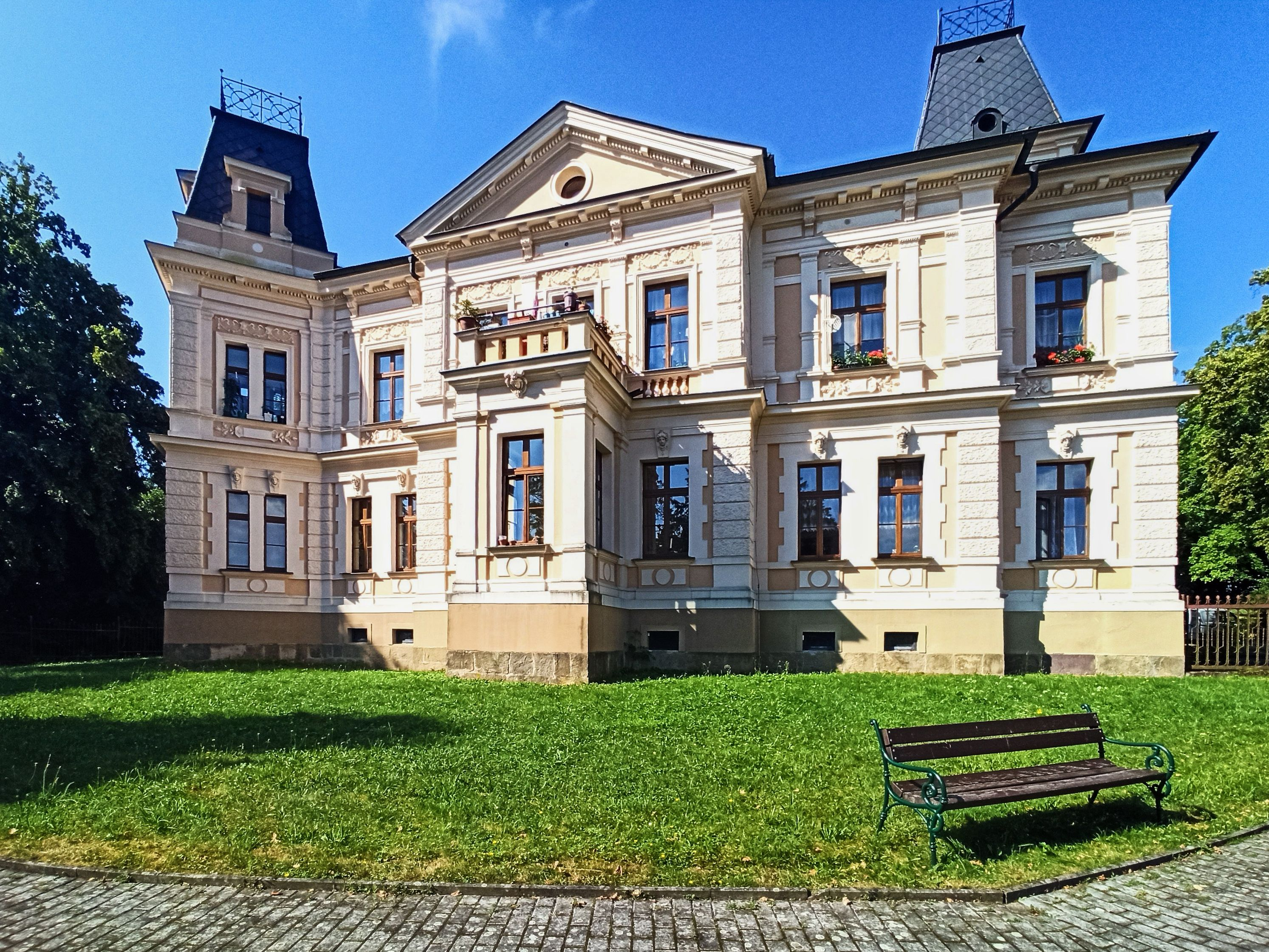
Dům s pečovatelskou službou - Hopfengärtnerova vila
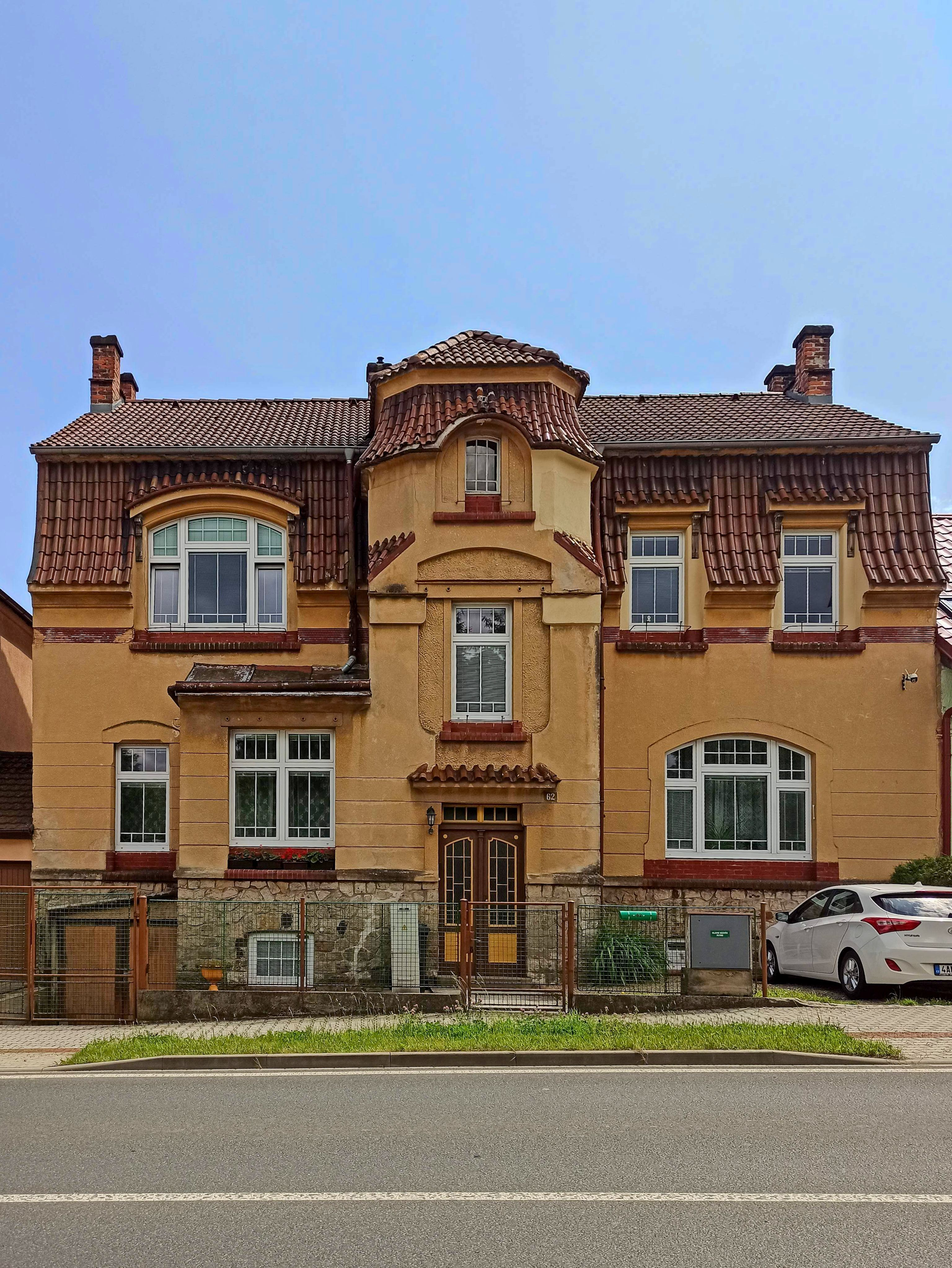
Kubelíkova vila
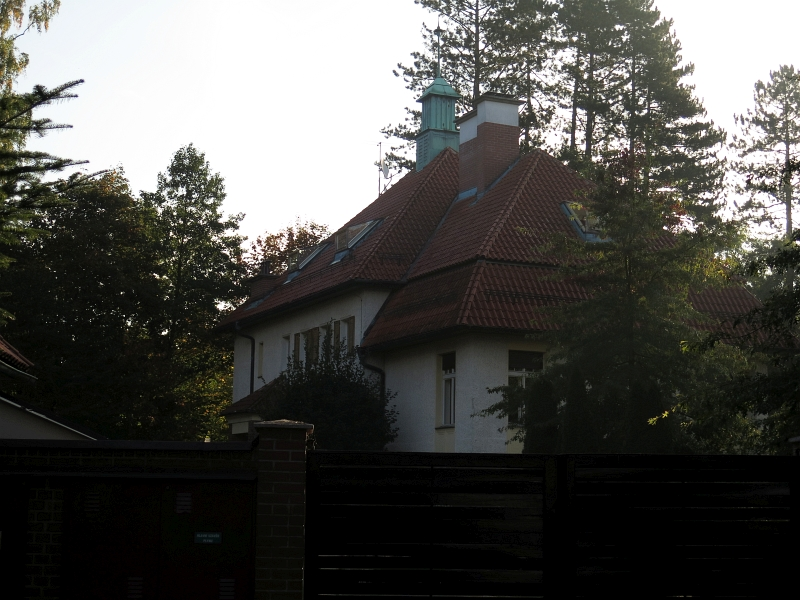
Markova vila
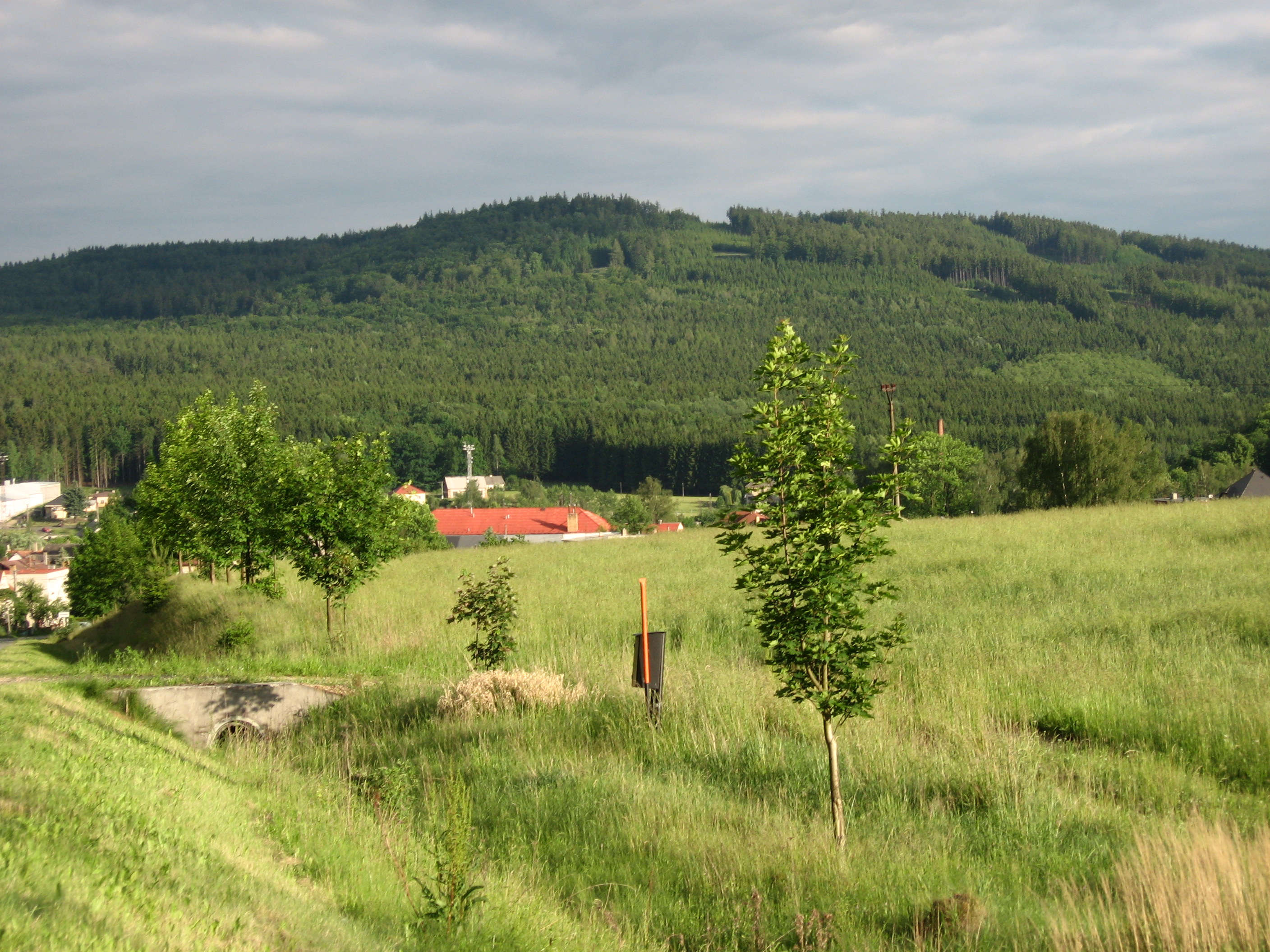
Pohled na údolí s vrchem Trhoň od dálnice